# 艺画开天
艺画开天（全称：武汉艺画开天文化传播有限公司，英文名称：YHKT ENTERTAINMENT）是成立于2015年5月的一家中国动画制作公司。主要利用游戏、影视、文学、漫画、衍生品等领域打造精品原创动画IP。

## 发展历程
2015年5月12日，公司成立。2015年7月，获到三七互娱天使轮投资。2015年9月16日，推出动画《疯味英雄》，于腾讯视频、爱奇艺、搜狐、优酷、B站等十多家主流视频网站同步上映。
2017年4月，得到林芝利创信息技术有限公司（腾讯产业投资基金）的投资。2017年5月3日，动画《幻镜诺德琳》在腾讯和B站两大平台上映。2017年6月20日，公司宣布制作全新的原创动画《灵笼：INCARNATION》。2017年8月23日，发布新剧《灵笼：INCARNATION》概念预告片。
2018年2月9日，在B站放出《灵笼：INCARNATION》预告，10小时登顶B站全站第一，迅速获得了数十万用户追番，并宣布正片将于2019年上线。2018年2月10日，获到哔哩哔哩和腾讯千万投资。
2019年6月26日，B站成立10周年庆典上，宣布艺画开天作为联合出品方将负责《三体》动画的制作。《三体》在2022年開播。

## 主要作品
| 作品           | 首播时间       | 备注                                               |
| -------------- | -------------- | -------------------------------------------------- |
| 《疯味英雄》   | 2015年9月16日  |                                                    |
| 《幻镜诺德琳》 | 2017年5月3日   |                                                    |
| 《灵笼》       | 2019年7月13日  |                                                    |
| 《三体》       | 2022年12月10日 | 原定2021年播出，但受COVID-19疫情等影响，延期播出。 |

## 荣耀
- 荣登楚馨奖“2018新锐创业公司TOP10”[9]
- 《灵笼：INCARNATION》荣获“金海豚奖”优秀创意动画短片[10]
- 《灵笼：INCARNATION》荣获“新光奖”最佳动画短片提名[11]